# 北京地铁车辆
北京地铁，除磁悬浮S1线外，全部使用电力动车组在1435mm的标准轨距上运行。

## 制造商
北京地铁所使用的列车大多数均由中车长春轨道客车股份有限公司（简称中车长客）制造。截至2009年，长客生产的列车占北京地铁列车总数的比例在70%以上。1号线（部分列车）、2号线、5号线、6号线、9号线、10号线、13号线、14号线（部分列车）、15号线、亦庄线、燕房线（大部分列车）和机场线均采用了长客生产的列车。其中，1号线部分列车、13号线列车为长客与北京地铁车辆装备有限公司（简称京车公司或京车装备）联合生产，并在之后由京车公司进行了厂修翻新的车型；机场线列车则是长客和加拿大庞巴迪公司联合制造的。
其余列车中，1号线（部分列车）、4号线和大兴线、8号线、八通线、昌平线 、燕房线（YF016）采用的是中车青岛四方机车车辆股份有限公司（简称中车四方或青岛四方）制造的车辆。其中八通线车辆也是四方和京车公司联合生产，并由京车公司进行了厂修翻新的车型。房山线与7号线则采用京车公司制造的具有完全自主知识产权的列车。

## 列车编组与尺寸
目前北京地铁运营线路中，逾半线路采用6B编组列车。虽然北京地铁采用缩小间隔的方法提高运力，但是在低票价所带来的大客流量之下，6节编组的B型车辆内仍显十分拥挤。
其余线路中，11号线（4A编组，远期将扩编为6A编组）、首都机场线（4L编组）、燕房线（4B，远期扩编为6B）、大兴机场线（JC40×车辆，4D编组）为4节车厢编组。八通线和13号线原为4节编组，现在也已经扩编为6节编组。
14号线采用6节A型车编组，S1线采用6节中低速磁悬浮车辆。
16号线、17号线、19号线为8节A型车编组；大兴机场线（大部分列车）为8D編組；6号线、7号线为8B编组。

## 供电方式
已通车线路的供电方式包括直流750V第三轨供电（大部分线路）、直流1500V第三轨供电（7号线）、直流1500V接触网供电（6、11、14、16、17、19号线）和交流25kV接触网供电（大兴机场线）。
6号线、7号线、15号线、17号线、昌平线和房山线设计最高时速100公里/小时；19号线和首都机场线列车为直线电机驱动，设计最高时速120公里/小时；大兴机场线列车设计最高时速则为160公里/小时；其余线路车辆设计最高时速80公里/小时。

## 型号

### 第一代
在1960、1970年代，北京地铁使用了长客生产的DK2和DK3型列车。其中的DK指的是“电动客车“。这些型号的列车以及他们的变体，也就是DK8、DK20、DK16A、BD1和BD2型等被统称为北京地铁的第一代列车。21世纪初，京车公司陆续翻新制造了DK16AG和DK20G型列车，所以他们仍得以继续运营至2008年，翻新过的DK16AG列车于2005年投入2号线运营。

### 第二代
从1980年代至1990年代早期，北京地铁引入了新的车辆，包括的型号有DK6、DK9以及他们的变体DK11、DK16和GTO等。另外还引入了M-1000系列列车并投入到2号线和13号线运营，制造商为日本东急车辆制造株式会社。

### 第三代
在1998年，北京地铁开始投入第三代客车，特点为采用VVVF控制方式。这类列车的型号有DKZ4、DKZ5和DKZ6等。DKZ代表“电动客车组“，即为动车组的编组形式。  长客还制造了174辆DK28-DK31型地铁客车，使用GTO-VVVF控制设备和三相异步交流电动机，投入1号线运行；以及制造136辆DK32-34型投入13号线运营。在2005年，八通线开始使用青岛四方制造的SFX01和SFX02型列车。
40辆首都机场线的列车则是由长客和庞巴迪的组成的合资公司生产的，并采用了庞巴迪的直线电机技术。

### 第四代
2017年12月30日，燕房线开通试运营，DKZ76型（海豚号）和SFM16型两款GoA4等级无人驾驶列车上线，标志着北京地铁无人驾驶时代的来临。此后，北京地铁在新开通线路中积极引入无人驾驶技术。2019年9月26日，大兴机场线开通，引人注目的“白鲸号”同样是采用了GoA4等级无人驾驶技术的市域快速轨道列车。2021年12月31日开通的19号线亦采用GoA4等级无人驾驶技术。未来，北京地铁还将在3号线、12号线等线路中引入无人驾驶技术，让地铁列车的运行更加智能化、高效化。

## 车况
- 1号线大部分列车、6号线06 066编组（智能交通试验车）、房山线一次车（BJD01型）、燕房线、首都机场线、大兴机场线、八通线新车（BDK06型）在车门上方设有LCD全彩直观显示屏，其余列车采用LED闪动指示灯线路图的方式显示列车运行前方的到达车站。
- 所有列车均在车内侧墙配备液晶显示屏，可以转播电视节目；其中1、2、13号线接收北广传媒地铁电视的信号，其余线路则以播放各自运营公司的宣传片为主。
- 1号线、2号线、14号线、15号线、16号线、房山线、八通线列车还在车厢连接处配备LED字幕显示（13号线部分列车曾在车门上方配置LED字幕显示，现已全部更换为LED闪动指示灯线路图）。
- 北京地铁列车的空调设备目前存在一定问题。不同的线路之间空调所设定温度不同，使得乘客在换乘时会感到不适。而早期1号线与2号线旧型列车的电扇在拥挤的车厢内则几乎不能起到通风降温作用[參⁠ 32]；不过随着旧型列车的退役或改造，截至目前，北京地铁所有型号的列车均拥有空调设备。已经可以确定的是，燕房线和19号线将采用变频空调技术，燕房线的SFM16型是北京地铁第一款搭载变频空调的列车车型。